# 岡本易代
岡本 易代（おかもと やすよ、1974年6月21日 - ）は、日本の女優。神奈川県出身。身長159cm、体重58kg。血液型はO型。アニマ・エージェンシー所属。

## 出演

### テレビドラマ
- オトコマエ!
- 駆落ち
- 桂ちづる診察日録
- 京都嵯峨野殺人迷路
- クライマーズ ハイ
- 次郎長背負い富士
- 純情きらり
- 大河ドラマ
  - 江〜姫たちの戦国〜
  - 軍師官兵衛（さと）
- ちゅらさん - 後藤看護師 役
- 梅ちゃん先生
- まれ
- 虹のかなた
- 不倫調査員・片山由美

### テレビアニメ
- サザエさん（2022年、里子）

### 吹き替え
- 三銃士（スンポの妻）
- イニョプの道（タンジの母（イ・ヨンギョン））
- チャームド〜魔女3姉妹〜（フィービー・ハリウェル（アリッサ・ミラノ））※シーズン2より

### ラジオドラマ
- 青春アドベンチャー（NHK-FM）
  - 『しゃばけ』（2002年4月15日 - 26日） - 鈴彦姫 役[3]
  - 『オリガ・モリソヴナの反語法』（2020年6月15日 - 7月3日） - カーチャ 役[4]
- FMシアター（NHK-FM）
  - 『マイライフ・アズ・ア・ドッグ』（2022年1月22日）[5]

### 舞台
- 時の物置 永井愛作/演出
- ロミオとジュリエット 蜷川幸雄演出
- 近松心中物語 、にごり江　蜷川幸雄演出
- 荻家の三姉妹（三女役）紀伊国屋演劇賞団体賞 永井愛作/演出
- ピカドン・キジムナー 栗山民也演出
- ブレスレス 坂手洋二演出
- 輝く午後の光に 森さゆ里演出
- 奇跡の人 鈴木裕美演出
- ゴロヴリョフ家の人々 永井愛演出
- ピーターパン 国際フォーラム
- ダンシング アット ルーナサ